# Hermandad del Gran Poder (Andújar)
La Hermandad del Gran Poder es una hermandad y cofradía de culto católico de la ciudad española de Andújar (Jaén). Su nombre completo es Hermandad y Cofradía de Nazarenos de Nuestro Padre Jesús del Gran Poder y María Santísima del Socorro. Tiene su residencia canónica en la iglesia parroquial de San Miguel Arcángel. Fue fundada en 1953.

## Historia
La devoción que sentían algunos andujareños hacia Jesús del Gran Poder de Sevilla, en especial la familia Valenzuela Candalija (donantes de la imagen), hace que se funde esta Hermandad en 1953, año de su primer desfile penitencial, aunque sus estatutos no son aprobados hasta 1954. Su primer paso, que fue usado hasta época reciente, era obra de Hijos de Francisco de Paula Rodríguez Mefre.
La Hermandad deja de procesionar en 1972 debido a la crisis que sufre el mundo cofradiero, pero lo vuelve a hacer en 1979, tras su refundación y gracias al empeño decidido de los empleados del cine Avenida. Es de los primeros pasos que es procesionado por hermanos costaleros.

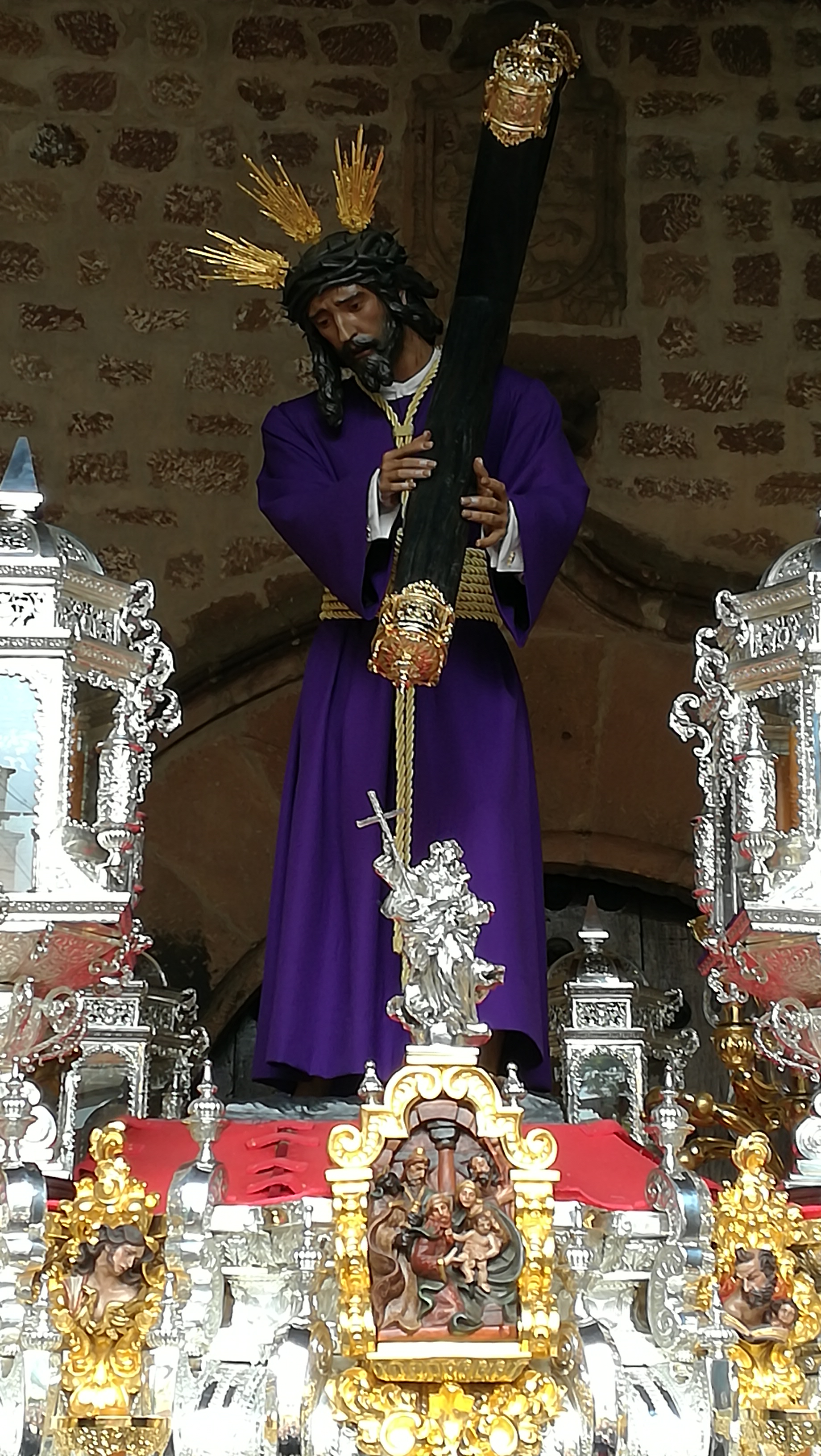
Jesús del Gran Poder en su capilla de salida

En 1983 se crea la Agrupación Musical de Nuestro Padre Jesús del Gran Poder, bajo la dirección de Juan Antonio García Mesas. Hoy en día no existe dicha agrupación, pero fue el germen de la actual Banda de Música Maestro Amador. Durante un tiempo la Hermandad procesionaba en silencio, de la misma forma que su horario de salida era en la madrugada del Viernes Santo.
En 1998 se inician una serie de transformaciones en la Hermandad, que persiguen cambios tanto internos como estéticos: casa de hermandad, nuevo paso para el Señor, renovación de enseres, acompañamiento de agrupaciones musicales, etc.
En 2004, al celebrarse el cincuentenario de su fundación, se inauguró un óleo cerámico de Pedro Palenciano Olivares, tuvo lugar una exaltación con distintos pregoneros de la Hermandad y la asociación cultural “La Trabajadera” donó el nuevo paso.
En 1980 ya se pensó en incorporar una Virgen a la Hermandad, pero no se llegó a culminar esa idea. En 2009 se aprueba una nueva advocación mariana para la Hermandad, aunque de gloria: Maria Santísima del Socorro. La imagen, obra de la sevillana Lourdes Hernández, fue bendecida el 9 de noviembre de 2019. Esto supone recuperar para la devoción popular una antigua imagen que existió en la parroquia de San Miguel hasta la Guerra Civil, procedente de la antigua iglesia de los jesuitas y de la  cual se conserva un novenario de 1889. En dicha publicación queda claro que una Hermandad mantenía su culto. El 19 de noviembre de 2021, se presentó el proyecto del paso procesional, diseñado por Pedro Palenciano Olivares.
El 22 de marzo de 2025 la comisión del 75 aniversario fundacional de la Hermandad presentó el logotipo conmemorativo de esta efeméride, iniciando así la preparación de los diversos actos que tendrán lugar durante el curso 2028-2029 .

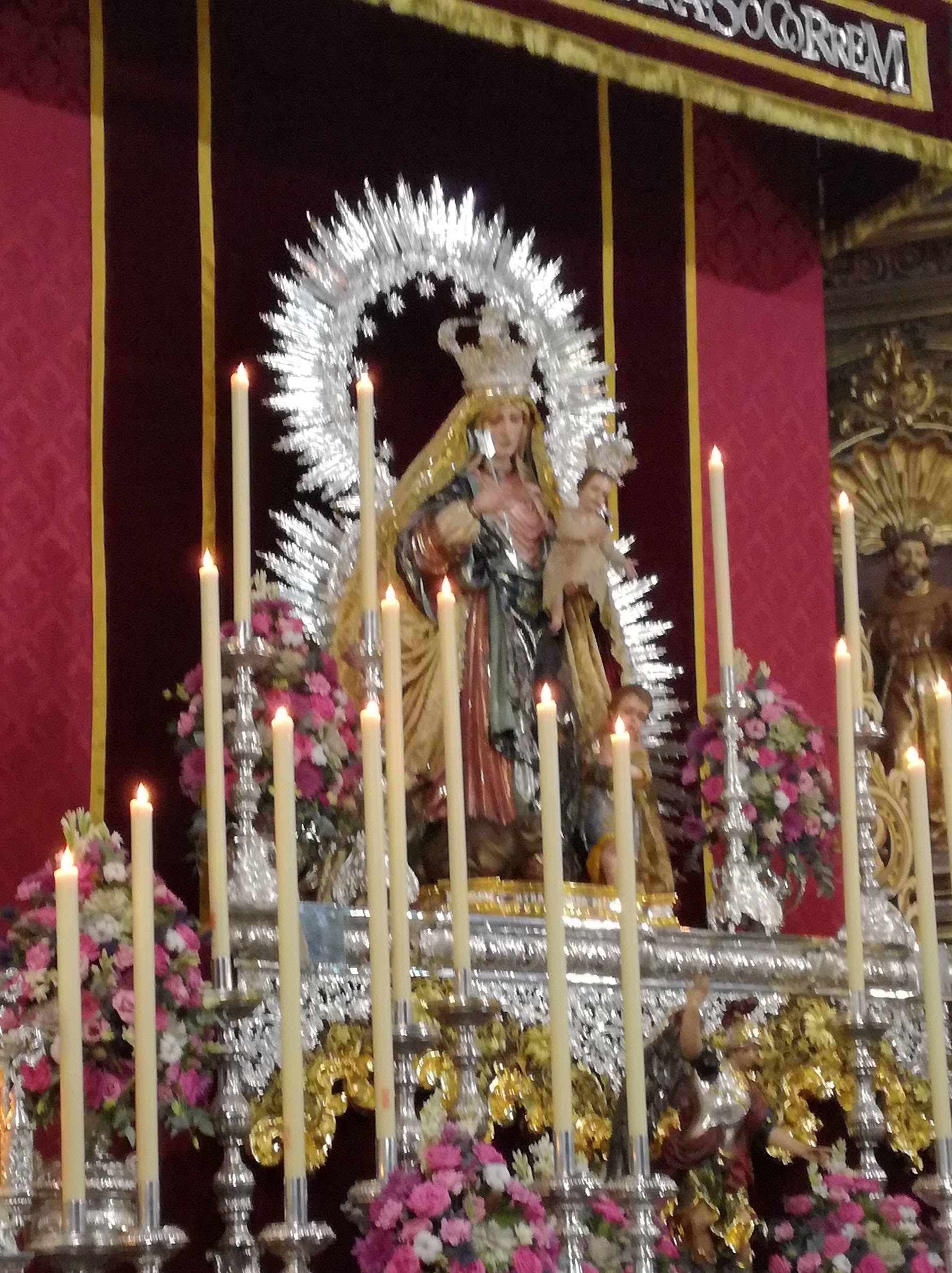
María Santísima del Socorro el día de su bendición

En Andújar a la imagen del Gran Poder también hay quien la denomina popularmente como “El Cachorro”, quizás por una confusión con la otra gran devoción sevillana del Cristo de la Expiración o aludiendo a cierta leyenda, que cuenta cómo una perra parió a sus cachorros bajo los pies del Nazareno cuando este se hallaba en las dependencias del cine Avenida, recién llegado de Sevilla, y el Señor cuidó de ellos cuando la madre murió atropellada.
Celebra triduo en Cuaresma a Jesús del Gran Poder. Fiesta a su Titular el 6 de enero, festividad de la Epifanía del Señor. Función en honor a María Santísima del Socorro en octubre. La Hermandad desarrolla abundantes actividades a lo largo del año: convivencia en su casa de hermandad, cruz de mayo, procesión juvenil de Nuestra Señora del Rosario (obra del imaginero Francisco Romero Zafra), carroza en la cabalgata de Reyes, Fiesta de la Primavera, caseta de feria, etc. En 1981 editó la primera revista cofrade de Andújar:  Capirote.

## Pasos
Paso de Nuestro Padre Jesús del Gran Poder. La imagen de Nuestro Padre Jesús del Gran poder es obra del sevillano Antonio Illanes (1953).  Procesiona sobre paso diseñado por el artista local Pedro Palenciano Olivares (que también es el diseñador del resto de enseres de la Cofradía en su etapa actual), realizado en los talleres de Fernando Rodríguez Castro con orfebrería de  Orovio de la Torre (2014).
Portan el paso 35 hermanos costaleros, siendo 70 el número total de la cuadrilla. Como acompañamiento lleva una agrupación musical.

## Sede canónica
Iglesia parroquial de San Miguel Arcángel, ocupando capilla propia la imagen de Jesús del Gran Poder en la nave del Evangelio, junto al altar mayor. La Virgen del Socorro se sitúa en el baptisterio de la iglesia.

## Traje de estatutos
Los nazarenos visten túnica de cola extendida en color negro y antifaz del mismo color con  el escudo de la Cofradía bordado en hilo de oro, cinturón de esparto ancho, camisa blanca, calcetines negros y calzado negro con suela de esparto.

## Marchas dedicadas a la Hermandad
- “Alhóndiga”, de José R. Talero Álvarez.
- "Pasión del Gran Poder", de Mena Hervas (2000).
- “Pasión en tu Gran Poder”, de Gabriel Escabias Expósito.
- “Al Gran Poder”, de Antonio Moreno Pozo.
- “Fuiste presentado con tu Gran Poder”, de Juan Vílchez .[17]
- “Al Cachorro del Gran Poder”, de Antonio Jesús Pareja Castilla (noviembre, 2011).
- “Pater Aeternum”, de José María Sánchez Martín (estrenada por la agrupación musical "Pasión" de Linares el 24 de octubre de 2021, dentro de los actos del Otoño Cofrade de Andújar).